# Klinikgruppe Enzensberg

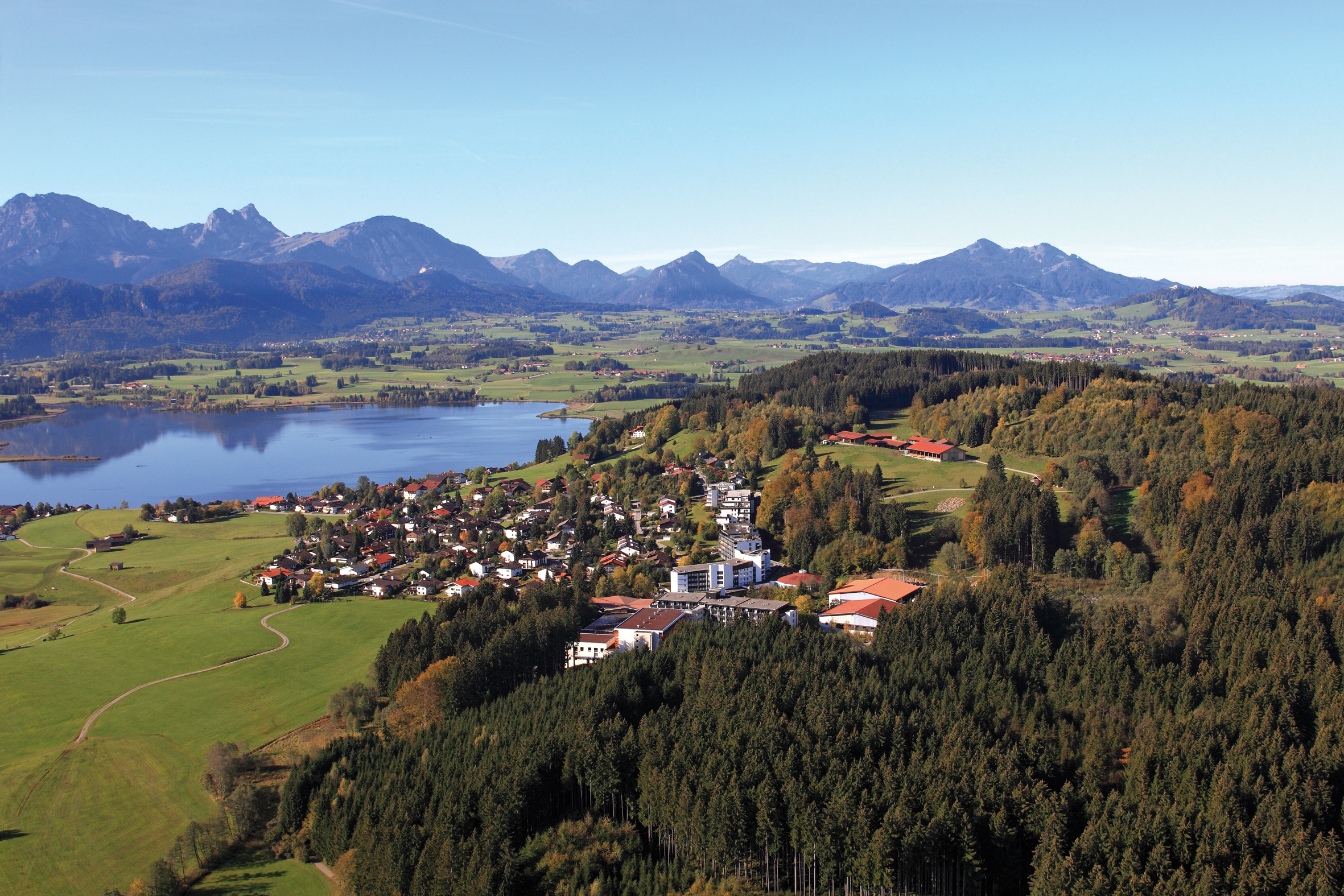
Sitz der m&i-Klinikgruppe und Fachklinik Enzensberg

Die m&i-Klinikgruppe Enzensberg ist ein privatwirtschaftlich geführtes Unternehmen im Gesundheitswesen. Sie bildet das Dach von acht interdisziplinär ausgerichteten Fachkliniken in Deutschland. Ihren Hauptsitz hat sie in Hopfen am See, einem Stadtteil von Füssen. Der Schwerpunkt der Klinikgruppe liegt auf spezialisierter Akutmedizin und medizinischer Rehabilitation. Alle Fachkliniken verfolgen interdisziplinäre, fachübergreifende Behandlungsprogramme. Daneben unterhält die Gruppe Spezialeinrichtungen in der Akutversorgung. Ferner verfügt die Klinikgruppe über Leistungsangebote in der Behandlung von Multipler Sklerose und Morbus Parkinson, in der Schlafmedizin sowie in der Behandlung essgestörter Menschen.

## Geschichte
Ursprung der Gruppe ist das ehemalige Kur- und Sporthotel Kurzentrum Enzensberg. Es wurde 1982 von der Firma Medizin & Immobilie (geschäftsführender Gesellschafter war der Bau- und Immobilienunternehmer Albert F. W. Roelen) erworben und unter Leitung von Rudolf Schäfermeier (1982 bis 1990) in m&i-Fachklinik Enzensberg umbenannt und unter der Geschäftsführung von Peter Rothemund (bis 2000) mit weiteren Kliniken zur Unternehmensgruppe weiterentwickelt. Nach Umbau zur Fachklinik für Physikalische Medizin und Medizinische Rehabilitation wurde diese 1986 als Krankenhaus anerkannt. Interimsweise (1996 bis 1998) führte die Klinikgruppe zudem über einen Managementvertrag unter der Geschäftsführung von Edmund Fröhlich auch die Krankenhäuser des Landkreises Neu-Ulm. Roelen zog sich 2005 aus dem operativen Geschäft zurück. Geschäftsführer der m&i-Klinikgruppe Enzensberg sind heute Heinz Dahlhaus und Etzel Walle.

## Struktur
Zur Gruppe gehören acht Fachkliniken:
- Das Stammhaus der Klinikgruppe ist die m&i-Fachklinik Enzensberg. Im Bereich der Akutmedizin befinden sich die Abteilungen für neurologische Frührehabilitation Phase B, unfallchirurgisch-orthopädische Frührehabilitation, Kompetenzzentrum Orthopädie sowie das interdisziplinäre Schmerzzentrum mit integriertem Kopfschmerzzentrum; im Bereich der stationären Rehabilitation Orthopädie/Unfallchirurgie, neurologische Rehabilitation Phasen C/D, Geriatrie. Außerdem sind eine ambulante Rehabilitation und der Reha Case Management Support angeschlossen.[4]
- m&i-Fachklinik Bad Heilbrunn (Behandlungsspektrum – Akutmedizin: Neurologische Frührehabilitation Phase B, unfallchirurgisch-orthopädische Frührehabilitation, konservative Orthopädie, Diabetologie; Stationäre Rehabilitation: Orthopädie/Unfallchirurgie, Neurologie Phasen C/D, Innere Medizin - Nephrologie/Transplantationsnachsorge, Innere Medizin - Diabetologie; Ambulante Rehabilitation, Disease Management Programm Diabetes)[5]
- m&i-Fachkliniken Hohenurach (Behandlungsspektrum – Akutmedizin: Neurologische Frührehabilitation Phase B; Stationäre Rehabilitation: Orthopädie/Unfallchirurgie/Rheumatologie, Neurologie Phasen C/D, Neuropsychologie, Innere Medizin, Geriatrie; Osteologisches Kompetenzzentrum, Amputationsrehabilitation, Schmerzklinik, Schlaganfall-Nachsorge, Sturzprophylaxe, ambulante Rehabilitation)
- m&i-Fachklinik Ichenhausen (Behandlungsspektrum – Akutmedizin: Neurologie (Parkinson), neurologische Frührehabilitation Phase B und Weaning[6], Geriatrie, Innere Medizin/Rheumatologie, unfallchirurgisch-orthopädische Frührehabilitation, Orthopädie (Schmerztherapie), Schlafmedizin, Schluckzentrum; Stationäre Rehabilitation: Neurologie/Neuropsychologie, Geriatrie, Orthopädie/Unfallchirurgie, Innere Medizin/Rheumatologie; Zertifizierte Parkinson-Fachklinik, ambulante Rehabilitation)
- m&i-Fachklinik Herzogenaurach (Behandlungsspektrum – Akutmedizin: Neurologische Frührehabilitation Phase B, unfallchirurgisch-orthopädische Frührehabilitation, konservative Orthopädie; Stationäre Rehabilitation: Orthopädie/Unfallchirurgie, Neurologie Phasen C/D, Geriatrie; Integrierte Versorgung Diabetes, medizinisch-berufliche Rehabilitation, EFL-Assessments)
- m&i-Fachklinik Bad Liebenstein (Behandlungsspektrum – Akutmedizin: Neurologische Frührehabilitation Phase B inkl. maschineller Beatmung und Weaning[7]; Stationäre Rehabilitation: Orthopädie/Unfallchirurgie, weiterführende Neurorehabilitation Phase C/D, Geriatrie[8]; Medizinisch-berufliche Rehabilitation mit EFL-Assessments, ambulante Rehabilitation)
- m&i-Fachklinik Bad Pyrmont (Behandlungsspektrum – Stationäre Rehabilitation: Orthopädie/Unfallchirurgie, Innere Medizin, Geriatrie, Psychosomatik; Orthopädische Onkologie, Schmerztherapie, ambulante Rehabilitation, Fortbildungsinstitut[9])
- Parkland-Klinik Bad Wildungen (Behandlungsspektrum – Akutmedizin: Allgemeine Psychosomatik, Essstörungen, Traumafolgestörungen, depressive Störungen; Stationäre Rehabilitation: Allgemeine Psychosomatik, Essstörungen, Adipositas, Medizinisch-beruflich orientierte Rehabilitation (MBOR))

Zur Klinikgruppe gehörende MVZ:
- MVZ (Medizinisches Versorgungszentrum) Enzensberg (Hopfen am See)
- MVZ (Medizinisches Versorgungszentrum) Bad Heilbrunn
- MVZ (Medizinisches Versorgungszentrum) ProVita Augsburg

## Kennzahlen
Die Gruppe verfügt über insgesamt 3.300 Betten und betreut jährlich etwa 45.000 Patienten. Sie erzielt mit rund 4.000 Mitarbeitern einen Umsatz von 219 Mio. Euro.